# Kutuzero
Kutuzero je naselje u općini Srebrenica, Republika Srpska, BiH.

## Stanovništvo
Nacionalni sastav stanovništva 1991. godine, bio je sljedeći:
ukupno: 285
- Bošnjaci - 284
- ostali, neopredijeljeni i nepoznato - 1